# Dietrich Lehmann (Schauspieler)
Dietrich Lehmann (* 1940 in Königsberg, Ostpreußen) ist ein deutscher Theater- und Fernsehschauspieler, Regisseur sowie Hörspielsprecher.

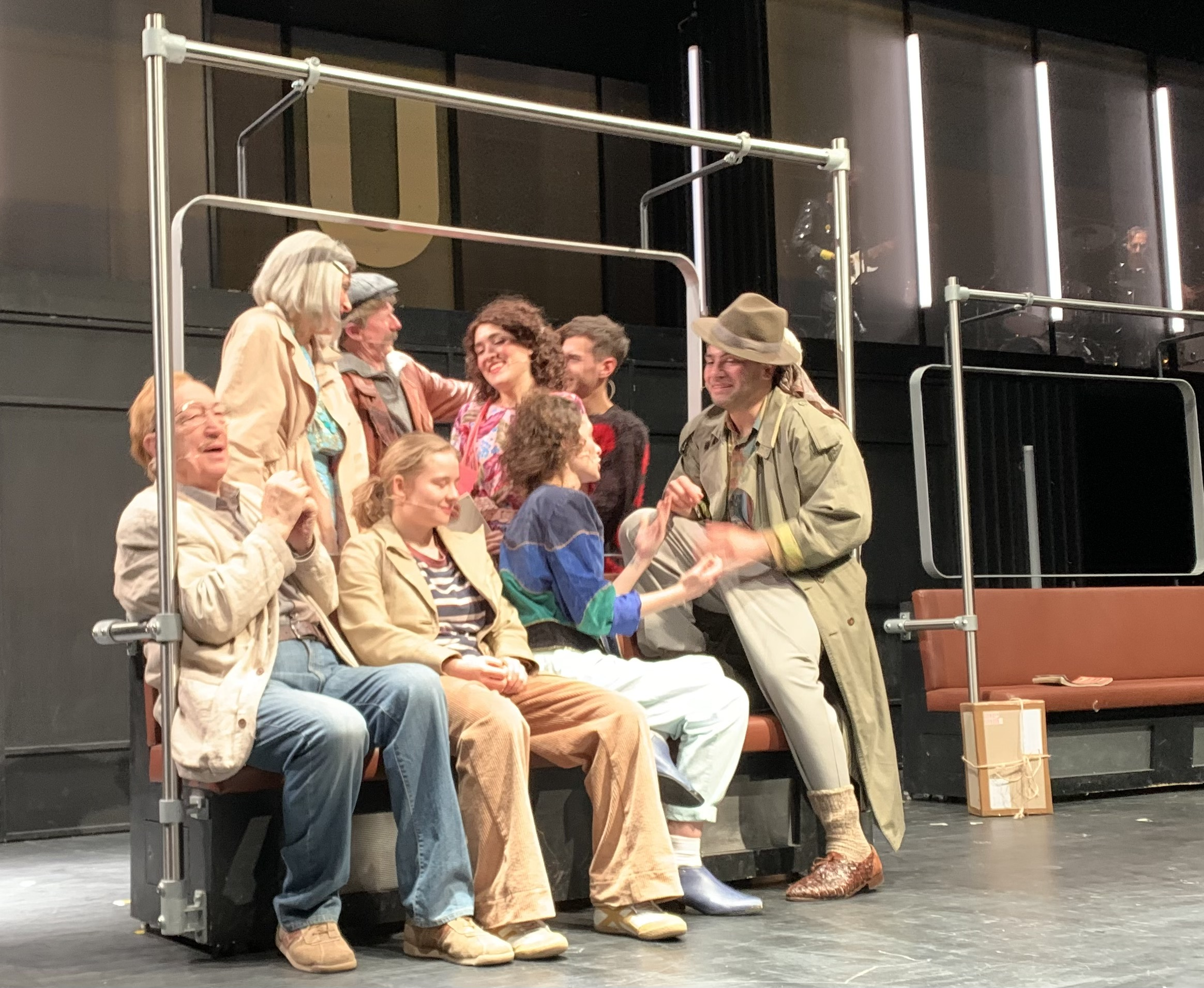
Dietrich Lehmann (links) im Musical Linie 1, 2024

## Biografie
Dietrich Lehmann studierte ab 1960 an der FU Berlin Theaterwissenschaft, Germanistik, Soziologie und Kunstgeschichte, war ab 1965 Doktorand, wurde jedoch 1967 ohne Abschluss exmatrikuliert. Er absolvierte von 1961 bis 1964 eine Schauspielausbildung in der Schauspielschule „Der Kreis“ (Fritz-Kirchhoff-Schule). Von 1961 bis 1965 tourte er als Mitglied des Studentenkabaretts „Die 7 Schaben“ in allen westdeutschen Universitätsstädten, beim Düsseldorfer Kom(m)ödchen, zuletzt bei Die Wühlmäuse in Berlin. Ab 1967 lehrte er an der Schauspielschule „Der Kreis“ die Fächer Szenenarbeit, Improvisation und Theatergeschichte und ist seit 1981 Leiter der Schule. Seit 1969 ist er ununterbrochen beim Grips-Theater in Berlin engagiert.

## Theater
- 1969: Maximilian Pfeiferling von Carsten Krüger und Volker Ludwig
- 1970: Mugnog-Kinder von Rainer Hachfeld
- 1971: Balle, Malle, Hupe und Arthur von Volker Ludwig & Ensemble
- 1971: Trummi kaputt von Volker Ludwig
- 1972: Mannomann von Volker Ludwig und Reiner Lücker
- 1973: Ein Fest bei Papadakis von Volker Ludwig und Christian Sorge
- 1975: Das hältste ja im Kopf nicht aus von Volker Ludwig und Detlef Michel
- 1976: Kannst du zaubern, Opa? von Rainer Hachfeld
- 1977: Wasser im Eimer von Reiner Lücker und Stefan Reisner
- 1978: Die schönste Zeit im Leben von Volker Ludwig und Detlef Michel
- 1980: Stärker als Supermann von Roy Kift
- 1980: Eine linke Geschichte von Volker Ludwig und Detlef Michel
- 1981: Alles Plastik von Volker Ludwig und Detlef Michel
- 1984: Voll auf der Rolle von Leonie Ossowski
- 1985: Jule, was ist los? von Jörg Friedrich
- seit 1986: Linie 1 von Volker Ludwig
- 1989: Ab heute heißt du Sara von Volker Ludwig u. Detlef Michel
- 1990: Himmel, Erde, Luft und Meer von Volker Ludwig
- 1993: Stärker als Supermann von Roy Kift
- 1995: Lotte geht flöten vom Hermann Vinck & Ensemble
- 1996: Asra … die von gegenüber von Anja Tuckermann
- 1996: Eins auf die Fresse von Rainer Hachfeld
- 1997: Café Mitte von Volker Ludwig
- 1998: Komm wir knutschen von Anja Tuckermann
- 2000: Melodys Ring von Volker Ludwig
- 2001: Floh & Co von Thomas Ahrens
- 2003: Baden gehen von Volker Ludwig und Franziska Steiof
- 2003: Der Ball ist rund von Thomas Ahrens
- 2005: Bella, Boss und Bulli von Volker Ludwig
- 2007: Prima Klima von Thomas Ahrens
- 2014: Die letzte Kommune

## Inszenierungen
- 1975: Trummi kaputt (Neuinszenierung)
- 1978: Max und Milli (Uraufführung)
- 1979: Spaghetti mit Ketchup von Rainer Hachfeld (Uraufführung)
- 1980: Heile heile Segen (Uraufführung)
- 1981: Mensch Mädchen von Stefan Reisner (Neuinszenierung)
- 1982: Friede, Freude, Pustekuchen von Reiner Lücker und Stefan Reisner (Uraufführung)
- 1985: Der Drück ist los von Ulrike Hass (Uraufführung)
- 1988: Heile heile Segen (Neuinszenierung)
- 1991: Spaghetti mit Ketchup (Neuinszenierung)
- 1993: Stärker als Supermann (Neuinszenierung)
- 1994: Die geschlagenen Eltern von: den Tornados u. a. (Uraufführung)
- 1996: Asra … die von gegenüber (Uraufführung)
- 1998: Alles Gute von Lutz Hübner (Uraufführung)
- 1999: Projekt neuer Mensch von Stefan Fischer-Fels u. a. (Uraufführung)
- 2001: Lulatsch will aber von Manuel Schöbel (Neuinszenierung)
- 2002: Heile heile Segen (Neuinszenierung)
- 2003: In die Hände gespuckt von Christopher Maas (Uraufführung)

## Filmografie
- 1975: Kloppke weiß …
- 1975: Das feuerrote Spielmobil
- 1977: Der unanständige Profit
- 1977: Die beiden Freundinnen und ihr Giftmord
- 1978: Das Jahrhundert des Kindes
- 1980: Und plötzlich bist du draußen
- 1983: Kommissariat 9 (9 Folgen)
- 1985: Detektivbüro Roth
- 1986: Lenz oder die Freiheit (4 Folgen)
- 1986: Praxis Bülowbogen (Folge 6)
- 1987: Kinder, wie die Zeit vergeht
- 1988: Molle mit Korn
- 1988: Tatort – Pleitegeier
- 1988: Linie 1
- 1988: Fabrik der Offiziere
- 1989: Airport
- 1989: Ein Heim für Tiere (Folge 51)
- 1990: Gesucht wird Ricki Foster
- 1991: Unser Lehrer Doktor Specht
- 1994: Praxis Bülowbogen Folge 84
- 1996: Quant (3. Staffel, Folge 13)
- 1996: Für alle Fälle Stefanie
- 1997: Praxis Bülowbogen (Folge 109)
- 1997: Polizist im Hafen
- 1997: Pater Emmerich
- 1997: Ein Mord für Quandt – Geld ist geil
- 1998: Plötzlich und unerwartet

- 1987 und 1990 war er als Gast im Kabarett »Scheibenwischer« (im Fernsehen übertragen) zu sehen.

## Hörspiele
- 1979: Glasbrenner
- 1981: Das grüne Fahrrad
- 1981: Eingeflippt
- 1983: Der rote Rollberg
- 1983: Der Mord am Lietzensee
- 1984: Endlich fliegt mal einer
- 1984: Pfeift och der Wind durchs Schlüsselloch
- 1984: Es war das Känguruh …
- 1985: Max Musolf
- 1985: Alltag
- 1985: Kein Dunkel
- 1985: O-Ton im Bahnhof Zoo
- 1986: Vogelfrei
- 1987: Liebes-Leben
- 1988: Luftangriff
- 1988: Alles cool
- 1988: Pointer und die Herren im Dunkeln
- 1989: In der Nacht …
- 1989: Hallo Taxi
- 1990: Gemälde einer Schlacht
- 1990: Irina Liebmann: März, Berlin – Regie: Jörg Jannings (Hörspiel – RIAS Berlin/NDR)
- 1992: Staacken
- 1998: Vom Weihnachtsmann
- 2001: Das Geheimnis der Erinnerung
- 2003: Eiskutscher
- 2006: Kakadu

## Auszeichnungen
- 1991: Assitej auf dem Deutschen Kinder- und Jugendtheater-Treffen
- 2011: "Kleiner Grips in Gold" anlässlich des 25-jährigen Jubiläums des Musicals "Linie 1" am Grips Theater Berlin, verliehen am 30. April 2011